# Ichneumon macroceros
Ichneumon macroceros là một loài tò vò trong họ Ichneumonidae.